# AEW Unified Championship
Le AEW Unified Championship (que l'on peut traduire par championnat unifié) est un championnat de catch (lutte professionnelle) utilisé par la All Elite Wrestling. Il s'agit de l'un des deux titres secondaires masculins, existant dans la fédération depuis 2025. Ce titre est l'unification des titres Continental et International.

## Histoire
Le 20 mars 2024 à Dynamite, Kazuchika Okada devient le nouveau champion Continental en battant Eddie Kingston.
Le 9 mars 2025 à Revolution, Kenny Omega devient le nouveau champion International en battant Kōnosuke Takeshita.
Le 4 juin à Dynamite: Fyter Fest, il est officiellement annoncé que les deux catcheurs vont s'affronter dans un Winner Takes All match pour les deux ceintures à All In. La semaine suivante à Dynamite: Summer Blockbuster, pendant la signature de contrat, Tony Schiavone annonce que le match sera l'unification des championnats Continental et International comme AEW Unified Championship et présente la nouvelle ceinture.

## Liste des champions
| # | Champion        | Règne | Date de victoire | Durée (en jours) | Événement | Lieu              | Notes | Réf   |
| - | --------------- | ----- | ---------------- | ---------------- | --------- | ----------------- | --- | ----- |
| 1 | Kazuchika Okada | 1er   | 12 juillet 2025  | 25+              | All In    | Arlington (Texas) | Il bat Kenny Omega pour conserver son titre, gagner le titre International dans un Winner Takes All match et devenir le premier champion Unifié de l'histoire. | [ 5 ] |